# Polemonidi

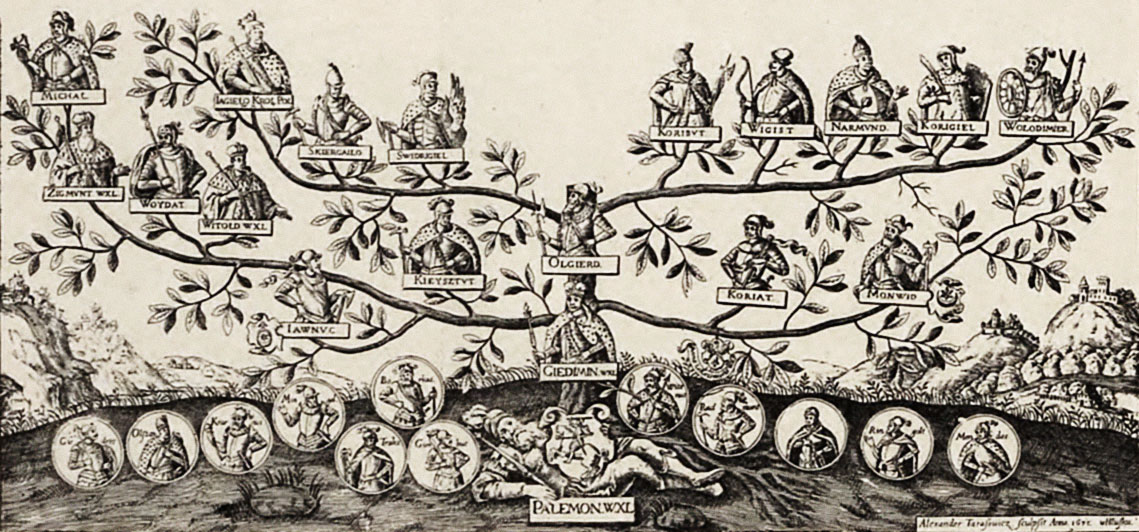
Albero genealogico dei Granduchi della Lituania

I Polemonidi furono una leggendaria dinastia di Granduchi del Granducato di Lituania. Il racconto è stato elaborato tra il XV e il XVI secolo per provare che i lituani e il Granducato fossero di origini romane.
Il racconto è sopravvissuto fino ad oggi in molteplici versioni e gli storici sono stati in grado di separare gli elementi fantastici da quelli reali, oltre che costruire un albero genealogico della dinastia.

## Nascita della leggenda
Già Jan Długosz (1415-1480) scrisse che i lituani erano di origine romana, ma non fu fornita alcuna prova. La prima volta in cui si narra la leggenda è nella seconda edizione delle cronache lituane, realizzata negli anni 1530. All'epoca, il Granducato si opponeva al pensiero del Regno di Polonia secondo cui quest'ultima aveva civilizzato la pagana e barbara Lituania. La nobiltà lituana avvertì il bisogno di dimostrare che la dinastia regnante vantasse origini gloriose, poiché le uniche cronache disponibili nel 1500 erano quelle scritte dai Cavalieri Teutonici, un nemico di vecchia data, che identificava Gediminas, il progenitore della dinastia Gediminide, come lo stalliere di Vytenis.
In questa nuova cronaca lituana, Polemone (Palemonas in lituano, forse Polemone II del Ponto), un parente dell'imperatore romano Nerone, fuggì da Roma assieme a diverse famiglie nobili. La compagnia viaggiò a nord, spostandosi tra Francia e Inghilterra prima di procedere verso la Danimarca. Da lì, si spostarono sul Mar Baltico e sostarono solo dopo aver raggiunto la laguna dei Curi e il delta del Nemunas. Successivamente, decisero di navigare verso la sua sorgente e giunsero alla foce del Dubysa, un affluente del Nemunas. Lì, i Polemonidi si insediarono su una grande collina. Alla morte di Polemone, il potere fu spartito tra i figli e i loro eredi governarono il paese per generazioni, finché non si affermarono i Gediminidi. La cronaca ometteva completamente Mindaugas e Traidenis, due Granduchi di Lituania la cui esistenza è più che certa. Il riferimento diretto ai Gediminidi era incluso sin dalla prima stesura del testo. Per rendere la storia più credibile, il cronista forniva un resoconto molto dettagliato del viaggio. Poiché non erano state immaginate abbastanza generazioni per coprire il divario tra quando Polemone giunse nel I secolo e il XIV, quando Gediminas morì, la terza edizione della cronaca, nota anche come cronaca di Bychowiec, fa scomparire Polemone e lo rimpiazza con un nobile romano del V secolo di nome Apollonio, il quale sfuggì assieme ad altre 500 famiglie alle razzie causate da Attila nel sacco di Aquileia. L'opera include stavolta Mindaugas e altri duchi realmente esistiti. Lo slittamento temporale non fu ritenuto sufficiente da storici come Maciej Stryjkowski e Kazimierz Kojałowicz-Wijuk, i quali spostarono ulteriormente l'inizio della storia al X secolo. L'obiettivo dei due autori restava sempre di quello di costruire una trama sulla scia dell'Eneide virgiliana, in cui cioè si narrassero le avventure di un eroe sfuggito dalla propria città per viaggiare verso l'ignoto.
Molteplici versioni contraddittorie della leggenda sopravvivono fino ai giorni nostri: chi l'ha tramandata ha cercato di correggere alcuni errori lapalissiani, nell'intento di rendere storicamente più valido il racconto.
Il primo a valutare sulla base di criteri storici la leggenda per sfatarla e scinderla dagli eventi reali fu Joachim Lelewel nel 1839. Alla fine del XIX secolo ci furono alcuni tentativi, ad esempio in una versione scritta dal poeta e teologo Maironis, di legare la leggenda all'espansione dei vichinghi. Mentre molti storici fino all'alba del XX secolo credevano la leggenda fosse vera, ad oggi si ritiene essa sia solo un racconto immaginario che potesse nobilitare le origini lituane agli occhi della nobiltà del XVI secolo.

## Albero genealogico nella seconda redazione delle cronache lituane
| |                                                                 |  |  |                                                    |                                                    |  |                                                   |                                                       |                                                 |                                                 |                                                 |                                            |  |                                                      |                                                      |  |                                   |                                   |
| |                                                                 |  |  |                                                    |                                                    |  |                                                   | Polemone Famiglia di origine greca anatolica e romana |                                                 |                                                 |                                                 |                                            |  |                                                      |                                                      |  |                                   |                                   |
| |                                                                 |  |  |                                                    |                                                    |  |                                                   |                                                       |                                                 |                                                 |                                                 |                                            |  |                                                      |                                                      |  |                                   |                                   |
| |                                                                 |  |  |                                                    |                                                    |  |                                                   |                                                       |                                                 |                                                 |                                                 |                                            |  |                                                      |                                                      |  |                                   |                                   |
| |                                                                 |  |  | Borkus Duca della Samogizia Fondatore di Jurbarkas | Borkus Duca della Samogizia Fondatore di Jurbarkas |  |                                                   | Kunos Duca dell'Aukštaitija Fondatore di Kaunas       | Kunos Duca dell'Aukštaitija Fondatore di Kaunas | Kunos Duca dell'Aukštaitija Fondatore di Kaunas | Kunos Duca dell'Aukštaitija Fondatore di Kaunas |                                            |  | Spera Duca della Lituania Orientale Nome: Lago Spėra | Spera Duca della Lituania Orientale Nome: Lago Spėra |  |                                   |                                   |
| |                                                                 |  |  |                                                    |                                                    |  |                                                   |                                                       |                                                 |                                                 |                                                 |                                            |  |                                                      |                                                      |  |                                   |                                   |
| |                                                                 |  |  |                                                    |                                                    |  |                                                   |                                                       |                                                 |                                                 |                                                 |                                            |  |                                                      |                                                      |  |                                   |                                   |
| Daumantas Duca di Deltuva Della famiglia dei Centauri | Daumantas Duca di Deltuva Della famiglia dei Centauri           |  |  | Kernius Duca della Lituania Fondatore di Kernavė   | Kernius Duca della Lituania Fondatore di Kernavė   |  |                                                   |                                                       |                                                 |                                                 |                                                 |                                            |  | Gimbutas Duca della Samogizia                        | Gimbutas Duca della Samogizia                        |  |                                   |                                   |
| |                                                                 |  |  |                                                    |                                                    |  |                                                   |                                                       |                                                 |                                                 |                                                 |                                            |  |                                                      |                                                      |  |                                   |                                   |
| |                                                                 |  |  |                                                    |                                                    |  |                                                   |                                                       |                                                 |                                                 |                                                 |                                            |  | Montvilas Duca della Samogizia                       |                                                      |  |                                   |                                   |
| |                                                                 |  |  |                                                    |                                                    |  |                                                   |                                                       |                                                 |                                                 |                                                 |                                            |  |                                                      |                                                      |  |                                   |                                   |
| |                                                                 |  |  |                                                    |                                                    |  |                                                   |                                                       |                                                 |                                                 |                                                 |                                            |  |                                                      |                                                      |  |                                   |                                   |
| Kiras Duca di Deltuva | Kiras Duca di Deltuva                                           |  |  | Pajauta ♀ Nome: valle di Kernavė                   | Pajauta ♀ Nome: valle di Kernavė                   |  | Nemunas Nome: fiume Neman                         | Nemunas Nome: fiume Neman                             |                                                 |                                                 | Erdvilas Duca di Navahradak                     | Erdvilas Duca di Navahradak                |  | Skirmantas                                           | Skirmantas                                           |  | Vykintas Duca della Samogizia     | Vykintas Duca della Samogizia     |
| |                                                                 |  |  |                                                    |                                                    |  |                                                   |                                                       |                                                 |                                                 |                                                 |                                            |  |                                                      |                                                      |  |                                   |                                   |
| |                                                                 |  |  |                                                    |                                                    |  |                                                   |                                                       |                                                 |                                                 | Mingaila Duca di Navahradak e Polack            | Mingaila Duca di Navahradak e Polack       |  |                                                      |                                                      |  | Živinbudas Duca della Samogizia   | Živinbudas Duca della Samogizia   |
| |                                                                 |  |  |                                                    |                                                    |  |                                                   |                                                       |                                                 |                                                 |                                                 |                                            |  |                                                      |                                                      |  |                                   |                                   |
| |                                                                 |  |  |                                                    |                                                    |  |                                                   |                                                       |                                                 |                                                 |                                                 |                                            |  |                                                      |                                                      |  |                                   |                                   |
| Kukovaitis Duca della Lituania | Kukovaitis Duca della Lituania                                  |  |  |                                                    |                                                    |  | Skirmantas Duca di Navahradak, Pinsk, Turaŭ, ecc. | Skirmantas Duca di Navahradak, Pinsk, Turaŭ, ecc.     |                                                 |                                                 |                                                 |                                            |  | Ginvilas Duca di Polack                              | Ginvilas Duca di Polack                              |  | Kukovaitis Duca della Samogizia   | Kukovaitis Duca della Samogizia   |
| |                                                                 |  |  |                                                    |                                                    |  |                                                   |                                                       |                                                 |                                                 |                                                 |                                            |  |                                                      |                                                      |  |                                   |                                   |
| |                                                                 |  |  |                                                    |                                                    |  |                                                   |                                                       |                                                 |                                                 |                                                 |                                            |  |                                                      |                                                      |  |                                   |                                   |
| |                                                                 |  |  | Traidenis Granduca di Navahradak                   | Traidenis Granduca di Navahradak                   |  | Liubartas Granduca di Karačev                     | Liubartas Granduca di Karačev                         |                                                 |                                                 | Pisimantas Duca di Turaŭ                        | Pisimantas Duca di Turaŭ                   |  | Rogvolodas Duca di Polack                            | Rogvolodas Duca di Polack                            |  |                                   |                                   |
| |                                                                 |  |  |                                                    |                                                    |  |                                                   |                                                       |                                                 |                                                 |                                                 |                                            |  |                                                      |                                                      |  |                                   |                                   |
| |                                                                 |  |  |                                                    |                                                    |  |                                                   |                                                       |                                                 |                                                 |                                                 |                                            |  |                                                      |                                                      |  |                                   |                                   |
| |                                                                 |  |  |                                                    |                                                    |  | Algimantas Duca di Navahradak                     | Algimantas Duca di Navahradak                         |                                                 |                                                 |                                                 |                                            |  | Gleb Duca di Polack                                  | Gleb Duca di Polack                                  |  | Paraskeva ♀                       | Paraskeva ♀                       |
| |                                                                 |  |  |                                                    |                                                    |  |                                                   |                                                       |                                                 |                                                 |                                                 |                                            |  |                                                      |                                                      |  |                                   |                                   |
| Utenis Duca della Lituania e della Samogizia Fondatore di Utena | Utenis Duca della Lituania e della Samogizia Fondatore di Utena |  |  |                                                    |                                                    |  | Ryngold Duca di Navahradak                        | Ryngold Duca di Navahradak                            |                                                 |                                                 |                                                 |                                            |  |                                                      |                                                      |  |                                   |                                   |
| |                                                                 |  |  |                                                    |                                                    |  |                                                   |                                                       |                                                 |                                                 |                                                 |                                            |  |                                                      |                                                      |  |                                   |                                   |
| |                                                                 |  |  |                                                    |                                                    |  | Vaišvilkas Duca di Navahradak                     |                                                       |                                                 |                                                 |                                                 |                                            |  |                                                      |                                                      |  |                                   |                                   |
| |                                                                 |  |  |                                                    |                                                    |  |                                                   |                                                       |                                                 |                                                 |                                                 |                                            |  |                                                      |                                                      |  |                                   |                                   |
| Šventaragis Granduca della Lituania Nome: valle di Šventaragis |                                                                 |  |  |                                                    |                                                    |  |                                                   |                                                       |                                                 |                                                 |                                                 |                                            |  |                                                      |                                                      |  |                                   |                                   |
| |                                                                 |  |  |                                                    |                                                    |  |                                                   |                                                       |                                                 |                                                 |                                                 |                                            |  |                                                      |                                                      |  |                                   |                                   |
| Skirmantas Granduca della Lituania |                                                                 |  |  |                                                    |                                                    |  |                                                   |                                                       |                                                 |                                                 |                                                 |                                            |  |                                                      |                                                      |  |                                   |                                   |
| |                                                                 |  |  |                                                    |                                                    |  |                                                   |                                                       |                                                 |                                                 |                                                 |                                            |  |                                                      |                                                      |  |                                   |                                   |
| |                                                                 |  |  |                                                    |                                                    |  |                                                   |                                                       |                                                 |                                                 |                                                 |                                            |  |                                                      |                                                      |  |                                   |                                   |
| Trabus Duca della Samogizia | Trabus Duca della Samogizia                                     |  |  |                                                    |                                                    |  |                                                   |                                                       |                                                 |                                                 | Koliginas Duca della Lituania e della Rus'      | Koliginas Duca della Lituania e della Rus' |  |                                                      |                                                      |  |                                   |                                   |
| |                                                                 |  |  |                                                    |                                                    |  |                                                   |                                                       |                                                 |                                                 |                                                 |                                            |  |                                                      |                                                      |  |                                   |                                   |
| |                                                                 |  |  |                                                    |                                                    |  |                                                   |                                                       |                                                 |                                                 | Romanas Granduca della Lituania                 |                                            |  |                                                      |                                                      |  |                                   |                                   |
| |                                                                 |  |  |                                                    |                                                    |  |                                                   |                                                       |                                                 |                                                 |                                                 |                                            |  |                                                      |                                                      |  |                                   |                                   |
| |                                                                 |  |  |                                                    |                                                    |  |                                                   |                                                       |                                                 |                                                 |                                                 |                                            |  |                                                      |                                                      |  |                                   |                                   |
| |                                                                 |  |  | Narimantas Granduca della Lituania                 | Narimantas Granduca della Lituania                 |  | Daumantas                                         | Daumantas                                             |                                                 |                                                 | Olshan Progenitore degli Olshanski              | Olshan Progenitore degli Olshanski         |  | Giedrius Fondatore di Giedraičiai                    | Giedrius Fondatore di Giedraičiai                    |  | Traidenis Granduca della Lituania | Traidenis Granduca della Lituania |
| |                                                                 |  |  |                                                    |                                                    |  |                                                   |                                                       |                                                 |                                                 |                                                 |                                            |  |                                                      |                                                      |  |                                   |                                   |
| |                                                                 |  |  |                                                    |                                                    |  |                                                   |                                                       |                                                 |                                                 |                                                 |                                            |  |                                                      |                                                      |  | Rimantas Granduca della Lituania  |                                   |
| |                                                                 |  |  |                                                    |                                                    |  |                                                   |                                                       |                                                 |                                                 |                                                 |                                            |  |                                                      |                                                      |  |                                   |                                   |
| Fonte: (LT) Mečislovas Jučas, Lietuvos metraščiai ir kronikos, Vilnius, Aidai, 2003, ISBN 9955-445-40-8, p. 53. L'albero è stato ricostruito sulla base della seconda redazione delle cronache lituane dalla Società Archeologica. Le altre edizioni, trascrizioni, cronache e interpretazioni degli storici successivi presentano differente significative a livello di rielaborazione genealogica. Nota: Le celle in grigio più scuro rappresentano i sovrani su cui si hanno informazioni storiche tangibili. I duchi con il titolo di Granduca di Lituania esercitavano il proprio potere sul paese unito, ovvero sulla Lituania, sulla Samogizia e su parte dell'ex Rus'. |                                                                 |  |  |                                                    |                                                    |  |                                                   |                                                       |                                                 |                                                 |                                                 |                                            |  |                                                      |                                                      |  |                                   |                                   |